# Bilge (Name)
Bilge ist ein türkischer männlicher und weiblicher Vorname sowie Familienname mit der Bedeutung „weise, gelehrt“.

## Namensträger

### Herrscher
- Bilge Khan (683/684–734), Khagan der Göktürken im 8. Jahrhundert

### Vorname
- Nuri Bilge Ceylan (* 1959), türkischer Filmregisseur
- Bilge Karasu (1930–1995), türkischer Schriftsteller, Übersetzer und Sprachphilosoph
- Bilge Su Koyun (* 1999), türkisch-aserbaidschanische Fußballspielerin
- Bilge Tarhan (1941–2016), türkischer Fußballspieler

### Familienname
- Gazanfer Bilge (1924–2008), türkischer Ringer
- Leyla Bilge (* 1981), deutsche Islamkritikerin kurdischer Herkunft und Parteimitglied der AfD
- Melek Bilge (* 1989), serbisch-türkische Basketballspielerin
- Muammer Bilge (* 1949), türkischer Schriftsteller
- Tekin Bilge (* 1930), türkischer Fußballspieler
- Burak Bilge (* 1989), deutscher Fußballspieler